# 118178 Rinckart
118178 Rinckart è un asteroide della fascia principale. Scoperto nel 1992, presenta un'orbita caratterizzata da un semiasse maggiore pari a 2,5918739 UA e da un'eccentricità di 0,2376297, inclinata di 9,08344° rispetto all'eclittica.